# Francisco Liberal
Francisco Liberal y Cabrera (c. 1837-1885) fue un escritor y periodista español.

## Biografía
Era director de El Eco de Extremadura en 1864. Poco después se trasladó a Madrid y fue redactor de La Paz y La Patria, hasta que fundó El Mundo Político. Nombrado cronista del viaje de circunnavegación que debía realizar la fragata Blanca, le sorprendió la muerte a los cuarenta y ocho años de edad, el 18 de noviembre de 1885. Autor de algunas novelas, publicó obras con el seudónimo «Conde de Monteleón», como por ejemplo La Ametralladora: almanaque para 1872.